# Liste des intercommunalités de Lot-et-Garonne

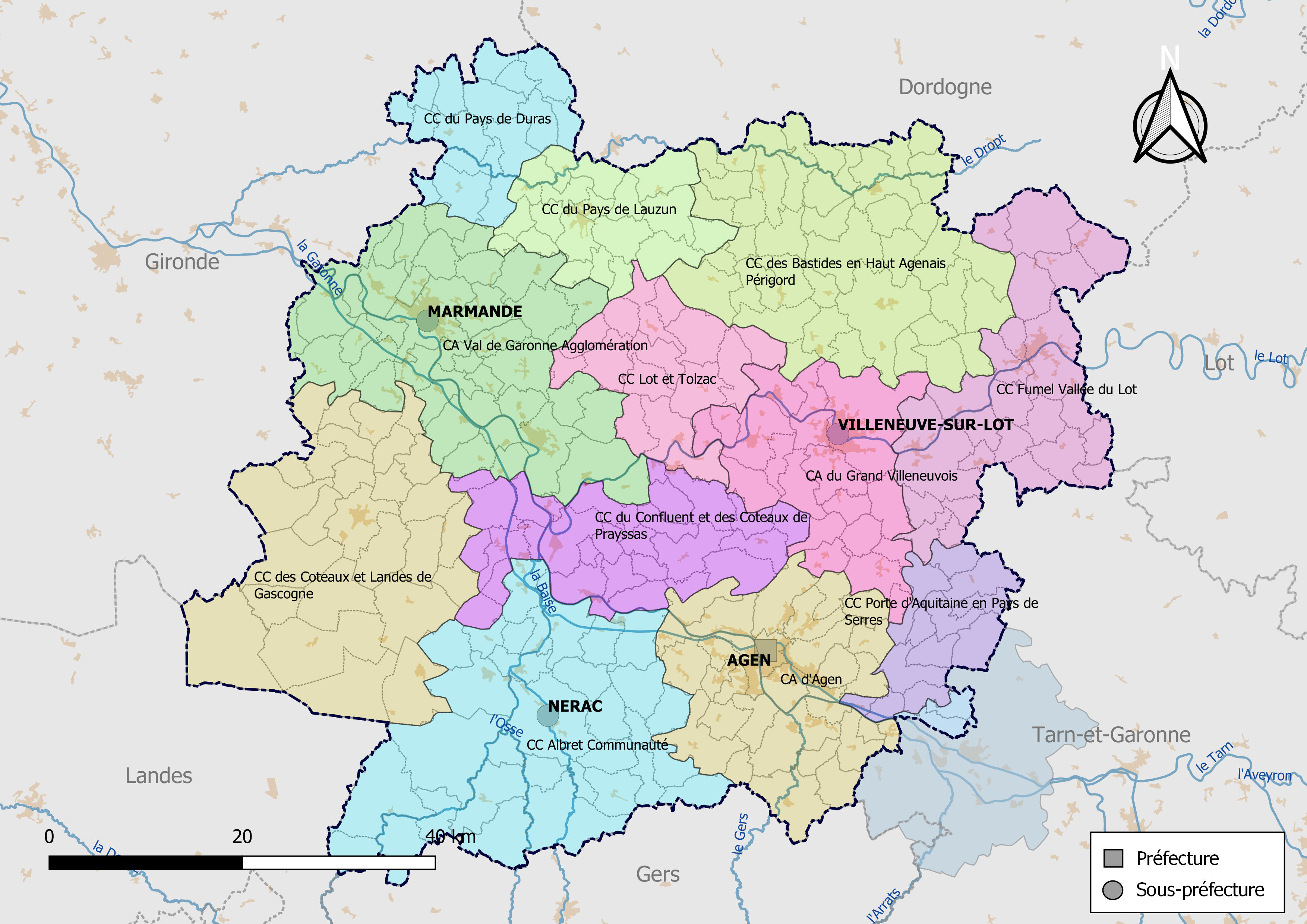
Carte des EPCI de Lot-et-Garonne au 1er janvier 2019.

Depuis le 1er janvier 2022, le département de Lot-et-Garonne compte 11 établissements publics de coopération intercommunale à fiscalité propre dont le siège est dans le département (3 communautés d'agglomération et 8 communautés de communes). Par ailleurs deux communes font partie d'une intercommunalité dont le siège est situé hors département.

## Intercommunalités à fiscalité propre
| Forme juridique                                           | Nom                                        | no SIREN  | Date de création | Nombre de communes     | Population (der. pop. légale) | Superficie (km2) | Densité (hab./km2) | Siège               | Président.e           |
| --------------------------------------------------------- | ------------------------------------------ | --------- | ---------------- | ---------------------- | ----------------------------- | ---------------- | ------------------ | ------------------- | --------------------- |
| Communauté d'agglomération                                | Agglomération d'Agen                       | 200096956 | 31 décembre 2012 | 44                     | 101 684 (2021)                | 649,60           | 157                | Agen                | Jean Dionis du Séjour |
| Communauté d'agglomération                                | Val de Garonne Agglomération               | 200030674 | 31 décembre 2011 | 43                     | 60 269 (2021)                 | 669,20           | 90                 | Marmande            | Jacques Bilrit        |
| Communauté d'agglomération                                | CA du Grand Villeneuvois                   | 200023307 | 31 décembre 2011 | 19                     | 47 507 (2021)                 | 354,90           | 134                | Casseneuil          | Gérard Régnier        |
| Communauté de communes                                    | CC Albret Communauté                       | 200068948 | 1er janvier 2017 | 33                     | 25 858 (2021)                 | 741,70           | 35                 | Nérac               | Alain Lorenzelli      |
| Communauté de communes                                    | CC Fumel Vallée du Lot                     | 200068930 | 1er janvier 2017 | 27                     | 24 608 (2021)                 | 450,70           | 55                 | Fumel               | Didier Caminade       |
| Communauté de communes                                    | CC du Confluent et des Coteaux de Prayssas | 200068922 | 1er janvier 2017 | 29                     | 17 900 (2021)                 | 380,30           | 47                 | Aiguillon           | José Armand           |
| Communauté de communes                                    | CC des Bastides en Haut-Agenais Périgord   | 200036523 | 31 décembre 2012 | 43                     | 16 993 (2021)                 | 674,20           | 25                 | Monflanquin         | Auguste Florio        |
| Communauté de communes                                    | CC des Coteaux et Landes de Gascogne       | 244701355 | 27 décembre 1996 | 27                     | 12 429 (2021)                 | 695,20           | 18                 | Grézet-Cavagnan     | Raymond Girardi       |
| Communauté de communes                                    | CC du Pays de Lauzun                       | 244700464 | 23 décembre 1993 | 20                     | 10 330 (2021)                 | 242,80           | 43                 | Lauzun              | Émilien Roso          |
| Communauté de communes                                    | CC Lot et Tolzac                           | 244701405 | 26 décembre 1996 | 15                     | 7 374 (2021)                  | 255,90           | 29                 | Castelmoron-sur-Lot | Daniel Baechler       |
| Communauté de communes                                    | CC du Pays de Duras                        | 244700449 | 31 décembre 1993 | 17                     | 5 735 (2021)                  | 226,90           | 25                 | Duras               | Bernadette Dreux      |
| Intercommunalité dont le siège est situé hors département |                                            |           |                  |                        |                               |                  |                    |                     |                       |
| Communauté de communes                                    | CC des Deux Rives (Tarn-et-Garonne)        | 248200016 | 1er janvier 2002 | 28 (dont 2 dans le 47) | 18 899 (2021)                 | 343,30           | 55                 | Valence (82)        | Jean-Michel Baylet    |

## Historique

### Évolutions au1erjanvier 2017
- Création d'Albret Communauté par fusion de la communauté de communes des Coteaux de l'Albret, de la communauté de communes du Val d'Albret et de la communauté de communes du Mézinais.
- Création de la communauté de communes du Confluent et des Coteaux de Prayssas par fusion de la communauté de communes du Confluent et de la communauté de communes du canton de Prayssas.
- Création de la communauté de communes Fumel Vallée du Lot par fusion de Fumel Communauté et de la communauté de communes de Penne-d'Agenais.

### Anciennes communautés de communes

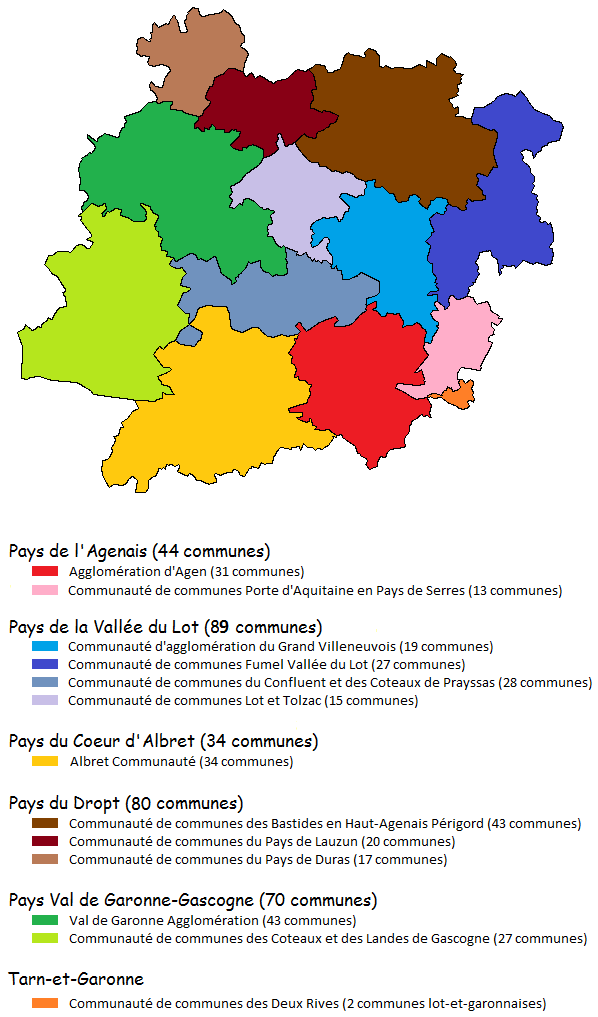
Carte des EPCI de Lot-et-Garonne en 2017

- La communauté de communes du Roquentin et la communauté de communes du Villeneuvois ont fusionné en 2009 pour devenir la communauté de communes du Grand Villeneuvois, qui est devenue la troisième communauté d'agglomération de Lot-et-Garonne en 2012.
- La communauté de communes du Fumélois-Lémance et la communauté de communes du Tournonnais ont fusionné en 2011 pour former Fumel Communauté.
- La communauté de communes de la Basse Vallée du Lot a été dissoute en 2011, 2 communes rejoignant Val de Garonne Agglomération et les 5 autres la communauté de communes du Confluent.
- La communauté de communes des Pays du Trec et de la Gupie a intégré Val de Garonne Agglomération en mars 2011[13].
- La communauté de communes d'Astaffort-en-Brulhois a intégré la communauté d'agglomération d'Agen le 1er juillet 2011[14].
- La communauté de communes du canton de Laplume-en-Bruilhois et la communauté d'agglomération d'Agen ont fusionné en janvier 2013 pour former l'Agglomération d'Agen.
- La communauté de communes des Bastides en Haut-Agenais Périgord est formée le 1er janvier 2013 par le rassemblement de la communauté de communes du canton de Castillonnès, de la communauté de communes Bastide et Châteaux en Guyenne, de la communauté de communes du Pays Villeréalais et de communes isolées.
- La communauté de communes Porte d'Aquitaine en Pays de Serres a été créée par fusion de la communauté de communes des Coteaux de Beauville et de la communauté de communes des Deux Séounes en janvier 2013[15], avant d'être dissoute en 2022 dans la communauté d'agglomération d'Agen.

## Syndicats de pays
Au niveau de l'aménagement du territoire, le département de Lot-et-Garonne est partagé en cinq pays :
1. Pays de l'Agenais
2. Pays de la Vallée du Lot
3. Pays du Cœur d'Albret
4. Pays du Dropt
5. Pays Val de Garonne-Gascogne